# Mavis Fan
Mavis Fan Xiao Xuan (范曉萱S, Fàn XiǎoxuānP; Taiwan, 27 febbraio 1977) è una cantante e attrice taiwanese.
Suona anche il flauto e il pianoforte. Talvolta è soprannominata 'Bo Bo', oppure 'Piccola Maga della Musica'.
In passato era un idolo di successo, pubblicava video musicali allegri e cantava canzoni infantili (ad esempio Health song). Successivamente, si è ribellata al suo passato modificando il suo stile con canzoni d'amore malinconiche (ad esempio You don't trust me anymore). Attualmente, canta solamente per piacere personale, e le pubblicazioni sul mercato non sono più di suo interesse.

## Biografia
Mavis è stata cresciuta solo da sua madre, in quanto i suoi genitori si separarono quando lei aveva solo due anni. È stata proprio sua madre che le ha trasmesso la passione per la musica, permettendole di imparare a suonare il flauto e il pianoforte all'età di tre anni. Tuttavia, la loro situazione economica non era stabile, e la madre di Mavis, anche lei una buona cantante, faceva esibizioni canore nei bar per potersi permettere di pagare le tasse delle migliori scuole di musica di Taiwan per sua figlia.
Mavis non deluse le speranze della madre. Iniziò ad esibirsi sui palchi all'età di 14 anni. Le sue esperienze di vita hanno portato diversi cambiamenti nel suo stile musicale, tuttavia la sua passione per la musica non è mai diminuita. All'età di 17 anni, Mavis ha iniziato a cantare canzoni per bambini. Verso la fine degli anni '90, la cantante adottò un'immagine più matura, ampliando il suo genere ad una varietà di stili pop fruibili ad un pubblico più ampio, e fu grazie a ciò che ottenne grande successo.
Divenne popolare alla giovanissima età di 18 anni. Nonostante il successo, la ragazza ha passato dei momenti di depressione, tentando perfino il suicidio. Tuttavia, pare che al giorno d'oggi sia tornata sul palco per suo piacere personale.

## Discografia

### Album studio
- Rain (aprile 1995)
- 自言自語 (dicembre 1995)
- 甜蜜·眼淚 (marzo 1996)
- 小魔女魔法書 (aprile 1996)
- 冰淇淋的祈禱 (agosto 1996)
- 好想談戀愛 (dicembre 1996)
- 小魔女變身舞曲第1變 - 無法無天 (aprile 1997)
- 小魔女魔法書2 - 摩登家庭 (maggio 1997)
- 聖誕快樂Song （dicembre 1997）
- Darling (maggio 1998)
- 我要我們在一起 (novembre 1999)
- 絕世名伶 (agosto 2001)
- 星星(新歌+精選) (settembre 2001)
- 福祿壽 序 (marzo 2003)
- 還有別的辦法嗎 (2004)
- 圣诞快乐Song (2006)
- 突破 (2007)

### Raccolte
- 1995-1997范曉萱純摯年代黃金自選集 (luglio 1998)

### Singoli
- Your Sweetness: quando Mavis fece la sua comparsa nella scena musicale di Taiwan, durante la metà degli anni '90, la sua immagine era quella di una ragazzina spensierata. La sua compagnia musicale propose di farle cantare delle canzoni per bambini, da inserire poi nei suoi album. La sua prima registrazione ebbe un record di vendite, l'album vendette più di 1.000.000 di copie, facendo sì che la cantante ottenesse il soprannome di "Piccola Maga della Musica".
- Darling (1998): fragile, infantile e sentimentale era Darling, il singolo di Mavis del 1998 che dava il titolo allo stesso album. La canzone fu composta dopo una rottura della cantante col fidanzato dell'epoca, mentre lei era a New York a girare il video della canzone "Bartender Angel." In linea di massima, Darling è un album pop piacevole ed orecchiabile, grazie alle collaborazioni della cantante con vari musicisti provenienti da Hong Kong e dalla Cina continentale.
- I Want Us To Be Together (1999): nel 1999 fu pubblicato l'album I Want Us To Be Together, come seguito di Darling, e divenne il manifesto della volontà di Mavis di fare la musica personalmente secondo le sue preferenze. Per la prima volta, Mavis si assunse il lavoro di esecutrice della musica, e collaborò alla stesura della maggior parte dei testi delle canzoni presenti nell'album. Il risultato fu la vincita del premio come "Miglior Album Pop" agli undicesimi "Taiwan Gold Melody Awards", ossia l'equivalente taiwanese del Grammy. La cantante ha precisato: "Non sono il tipo di ragazza a cui piace fare l'idol in pubblico. Non voglio neanche esserlo. In verità mi piacerebbe essere amata da un piccolo gruppo di persone che mi faccia sentire speciale".
- Sometimes (1999-2000): i due album di transizione di Mavis non ottennero molto successo commerciale, ma ebbero risultati favorevoli nella critica musicale.
- You Don't Trust Me Anymore (2001): il singolo fu scritto da Mavis stessa e co-prodotto dal suo fidanzato Laurence Chow. La canzone è inclusa nell'album del 2001 dal titolo Lounge Diva. Durante questo periodo di transizione, Mavis sviluppò una depressione a causa delle pressioni alle quali lei stessa si sottoponeva per produrre della buona musica. Mavis racconta questa parte della sua vita nel libro "Scratch", pubblicato nel 2009. Nonostante ottenne grande successo, Mavis non si rimise del tutto. Fu visitata da alcuni dottori, e per essere sollevata dai suoi dolori assunse pillole, si fece dei piercing e dei tatuaggi. In un momento più grave degli altri, tentò il suicidio saltando dalla finestra da un hotel, ma fortunatamente fu presa in tempo dal suo ragazzo. Alcune delle tendenze oscure della personalità di Mavis possono essere rintracciate nelle melodie dell'album Lounge Diva.
- Memory: se è vero che la gente depressa tende ed essere più sensibile degli altri, è questo che si nota nel nuovo album di Mavis, in collaborazione con il suo ragazzo Laurence Chow e il musicista giapponese Jin Mu Yi Ze. Nella cultura cinese, le tre cose che portano gioia e fortuna alla gente sono il Fato, la Prosperità e la Longevità. Questi tre elementi sono solo alcuni dei vari elementi culturali che sono stati ripresi dai tre artisti nel loro album, in modo da renderlo più fruibile e positivo.

## Filmografia
Il suo debutto al cinema avvenne con il film The Private Eye Blues, uscito nelle sale nel 1995.
Inoltre, ha recitato nel ruolo di A-Su nel film del 2005 About Love.
- Flying Swords of Dragon Gate (Long men fei jia), regia di Tsui Hark (2011)